# لزبین‌های خون‌آشام
لزبین‌های خون‌آشام یا زنان خون‌آشام (انگلیسی: Vampyros Lesbos; اسپانیایی: Las Vampiras‎) یک فیلم شهوانی ترسناک به کارگردانی خسوس فرانکو محصول سال ۱۹۷۱ است. از بازیگران آن می‌توان به سوله‌داد میراندا، دنیس پرایس، خسوس فرانکو و پل مولر اشاره کرد.